# Leclercera thamsangensis
Leclercera thamsangensis es una especie de araña araneomorfa del género Leclercera, familia Psilodercidae. Fue descrita científicamente por Chang & Li en 2020.
Habita en Tailandia. El holotipo masculino mide 2,44 mm y el paratipo femenino 1,97 mm.